# Yvette Gerner

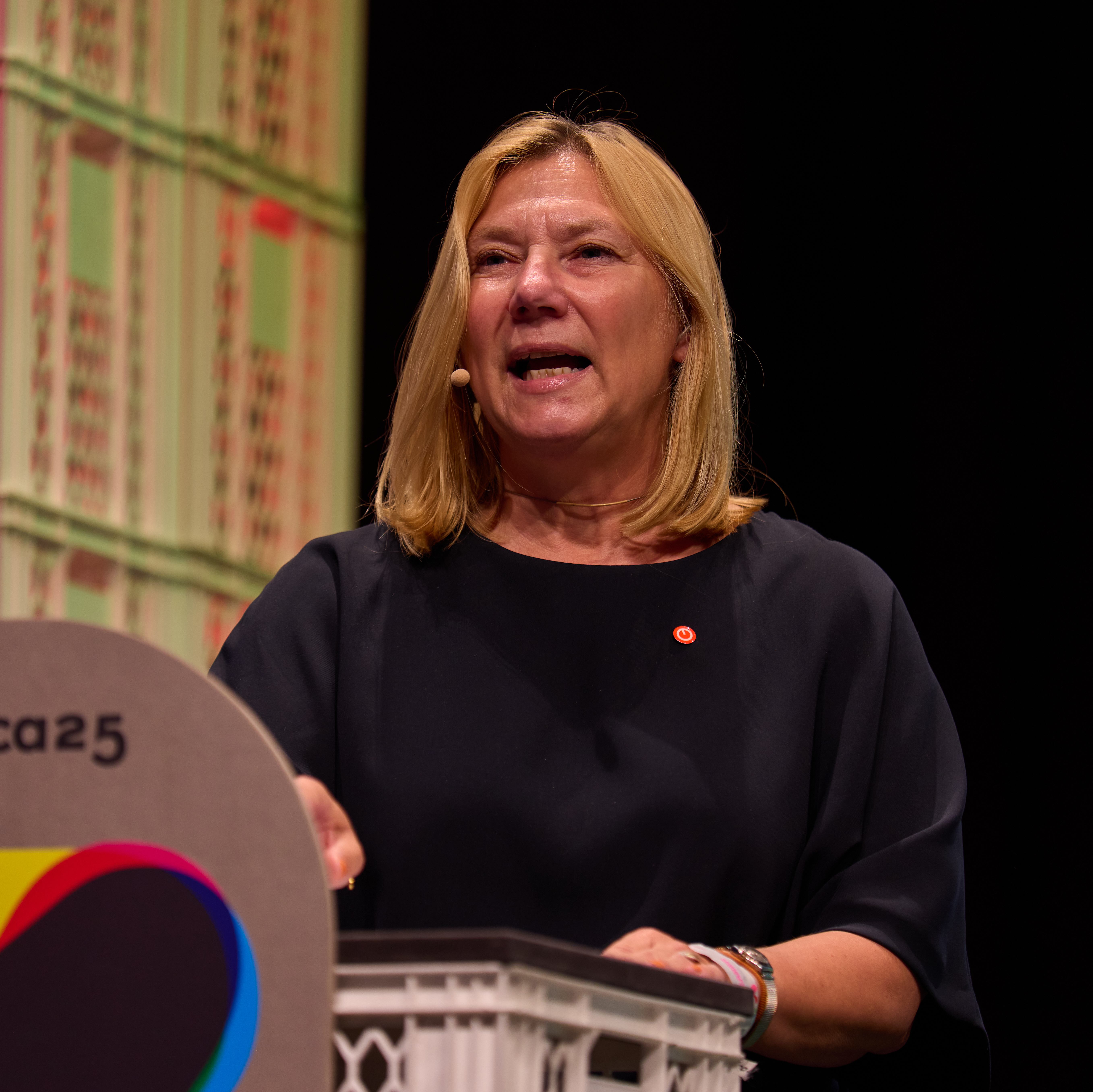
Gerner auf der Medienkonferenz re:publica (2025)

Yvette Gerner (* 15. Mai 1967 in Ludwigshafen) ist eine deutsche Journalistin. Seit dem 1. August 2019 ist sie Intendantin von Radio Bremen.
Nach dem Abitur am Gymnasium am Kaiserdom in Speyer studierte Gerner von 1987 bis 1993 Politikwissenschaften, Germanistik und Slawistik an der Ruprecht-Karls-Universität Heidelberg und der Rheinischen Friedrich-Wilhelms-Universität Bonn. Neben dem Studium arbeitete sie seit 1990 als freie Mitarbeiterin für Die Rheinpfalz. 1997 wurde sie in Heidelberg mit der Schrift Die Europäische Union und Rußland promoviert. Nach einem Volontariat beim ZDF war Gerner von 1997 bis 2002 als Chefin vom Dienst (CvD) in der ZDF-Hauptredaktion Außenpolitik, von 2002 bis 2004 stellvertretende Leiterin des auslandsjournals, von 2004 bis 2010 wiederum CvD in der Hauptredaktion Außenpolitik und ab September 2010 CvD in der Chefredaktion des ZDF. 
Am 5. März 2019 wurde Yvette Gerner vom Rundfunkrat Radio Bremens mit 23 Ja-Stimmen, zwei Gegenstimmen und drei Enthaltungen zur Nachfolgerin des scheidenden Intendanten Jan Metzger gewählt. Ihr Gehalt als Intendantin betrug im Jahr 2023 laut epd 281.347 Euro, was aufgrund der geringen Verantwortung als Senderchefin der kleinsten ARD-Anstalt von vielen als zu hoch bewertet wird. 2023 verzichtete Gerner auf eine Gehaltserhöhung.
Yvette Gerner ist seit Anfang der 1990er-Jahre Mitglied der Sozialdemokratischen Partei Deutschlands (SPD). 2002 kandidierte sie erfolglos für die SPD bei der Oberbürgermeisterwahl in Speyer. Als Nachfolgerin von Patricia Schlesinger nimmt sie einen Sitz im Verwaltungsrat des Deutschlandradios ein.